# Dirt Rally
Dirt Rally (stilizzato come DiRT Rally) è un videogioco di guida, sviluppato e pubblicato da Codemasters per Microsoft Windows. La Steam Early Access è stata pubblicata il 27 aprile 2015, mentre la versione completa il 7 dicembre 2015. Successivamente, il 5 aprile 2016 sono state pubblicate le versioni per PlayStation 4, Xbox One e quella fisica per PC. Le versioni per macOS e Linux, sono state sviluppate da Feral Interactive nel marzo 2017.

## Modalità di gioco
Dirt Rally è un videogioco di guida focalizzato sul rally. I giocatori competono in prove a tempo su asfalto e su terra in diverse condizioni atmosferiche. La versione iniziale includeva 17 auto, 36 prove speciali da tre locazioni reali (Monte Carlo, Powys e Argolis),  e la modalità multigiocatore. Gli stage duravano dai 4 ai 16 km. I successivi aggiornamenti hanno aggiunto Baumholder, Jämsä e Värmland, la modalità rallycross and player versus player per il multigiocatore. Codemasters annuncia una partnership con la FIA World Rallycross Championship nel luglio 2015, portando all'inclusione del Lydden Hill Race Circuit (Inghilterra), Lånkebanen (Norvegia), and Höljesbanan (Svezia) al gioco.
Dirt Rally include una grande varietà di classi tra cui il periodo degli anni 1960, 1970, 1980, Gruppo B, Gruppo A, Gruppo R, 2000 e 2010 WRC, Rallycross e Pikes Peak, con 10 livree per ogni auto.
La versione PS4 gira a 1080p, mentre la versione per Xbox One ha una risoluzione dinamica riducendola a 900p quando c'è più azione nello schermo. La versione PC include lo Steam Workshop che permette di aggiungere al gioco dei setup per ogni veicolo.

## Auto presenti

### Rally

#### Anni 1960
- Mini Cooper S
- Lancia Fulvia Coupé HF
- Renault Alpine A110

#### Anni 1970
- Opel Kadett GT/E 16v
- Fiat 131 Abarth Rally
- Ford Escort Mk II
- Lancia Stratos

#### Anni 1980
- BMW E30 M3 Evo Rally
- Ford Sierra Cosworth RS500
- Renault 5 Turbo

#### Gruppo B (4WD)
- MG Metro 6R4
- Audi Sport Quattro Rallye
- Ford RS200
- Peugeot 205 T16 Evo 2
- Lancia Delta S4

#### Gruppo B (RWD)
- Opel Manta 400
- Lancia Rally 037 Evo 2

#### Gruppo A
- Ford Escort RS Cosworth
- Subaru Impreza WRC 1995
- Lancia Delta HF Integrale

#### F2 Kit Car
- SEAT Ibiza Kit Car
- Peugeot 306 Kit Car

#### R4
- Subaru Impreza WRX STi 2011
- Mitsubishi Lancer Evolution X

#### Anni 2000
- Ford Focus RS Rally 2001
- Subaru Impreza WRC 2001
- Ford Focus RS Rally 2007
- Citroën C4 Rally 2010

#### Anni 2010
- Mini Countryman Rally Edition
- Ford Fiesta RS Rally
- Volkswagen Polo Rally
- Hyundai i20 Rally

### Pikes Peak

#### Hillclimb
- Peugeot 205 T16 Pikes Peak
- Audi Sport Quattro S1 PP
- Peugeot 405 T16 Pikes Peak

#### Modern
- Peugeot 208 T16 Pikes Peak

### Rallycross

#### Classic
- Mini Classic Rallycross

#### 1600s
- Opel Corsa S1600
- Renault Clio S1600
- Peugeot 207 S1600

#### Supercars
- Citroën DS3
- Ford Fiesta Rallycross
- Volkswagen Polo Rallycross
- Peugeot 208 WRX
- Mini Countryman Rallycross
- Subaru Impreza WRX STi

## Sviluppo
Dirt Rally fu sviluppato da Codemasters utilizzando il motore della casa Ego engine. Lo sviluppo è iniziato con un piccolo team subito dopo l'uscita di Dirt: Showdown. Il team aveva intenzione di creare una simulazione con Dirt Rally. Hanno iniziato con lo sviluppo della fisica delle auto e con i tracciati. Il gioco utilizza un modello fisico dei precedenti titoli, rifatto però da zero.

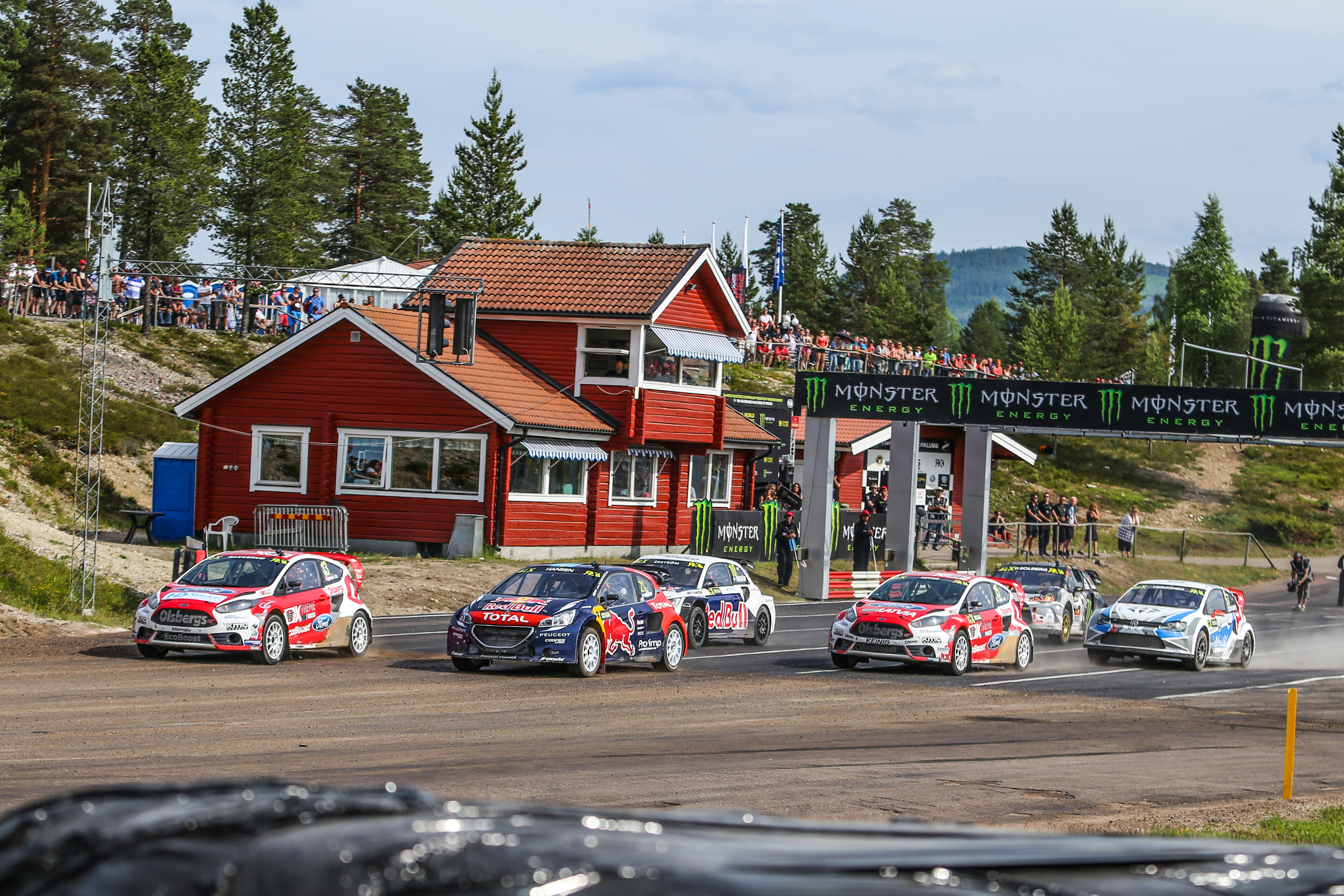
Le modalità multigiocatore includono il rallycross, con 6 giocatori.

Una versione embrionale di Dirt Rally venne presentata ai giornalisti alla fine del 2013. Il gioco però è stato annunciato il 27 aprile 2015. Venne rilasciato il giorno dopo per Microsoft Windows in early access su Steam. Il direttore di sviluppo Paul Coleman affermò l'importanza di rilasciare una versione incompleta del gioco in modo da ricevere i feedback dai giocatori. Espresse il suo interesse nel rilasciare Dirt Rally nelle console in futuro ma non era possibile al momento poiché il gioco era in stato di early access. Codemasters aveva intenzione di rilasciare nuove auto, locazioni e modalità mensilmente e ritoccare il gameplay. All'annuncio delle versioni per console, vengono rilevati l'aggiunta per le nuove versioni della Peugeot 208 T16 Pikes Peak, Renault 5 Turbo, Renault Alpine A110, Opel Corsa Super 1600, Peugeot 207 S1600, Renault Clio S1600, Mini Classic Rallycross e tre delle livree più rappresentative di Colin McRae.